# Митькино (Медведевський район)
Ми́тькино (рос. Митькино, марій. Митькан) — присілок у складі Медведевського району Марій Ел, Росія. Входить до складу Пекшиксолинського сільського поселення.

## Населення
Населення — 118 осіб (2010; 127 у 2002).
Національний склад (станом на 2002 рік):
- марійці — 80 %